# Знаменская церковь (Томск)
Храм иконы Божией Матери «Знамение» (Абалакская) (Знаменская церковь) — православный храм в городе Томске. Принадлежит к Томской епархии Русской православной церкви.

## История
Знаменская церковь берёт своё начало от деревянной церкви, построенной в 1703 году в честь иконы Божией матери «Знамение» (Абалакская) дворянином Иваном Качаловым, который происходил из города Углича.
К концу века церковь была достаточно ветхой, и после пожара решено было построить каменный храм. Строительство велось на средства потомков Качалова. Закладка нового храма произошла в 1789 году. Архитектурный стиль здания — сибирское барокко. Северный придел (во имя святой великомученицы Екатерины — небесной покровительницы императрицы Екатерины II, подписавшей прошение о строительстве каменной Знаменской церкви) был освящён 15 октября 1803 года, Главный престол (в честь Абалакской иконы Божией Матери «Знамение») — 9 ноября 1810 года.
Через десять лет 9 октября 1820 года произошёл пожар и сгорела крыша над Екатерининским приделом, через год он был вновь освящён. Вскоре к Знаменской церкви достроили третий придел.
Центральный престол был освящён в честь Знамения Пресвятой Богородицы, южный придел — во имя святых первоверховных Петра и Павла, северный — во имя Всех Святых.
До революции 1917 года в северном приделе находились две большие украшенные серебряными окладами иконы с изображениями святых, написанные по заказу богатой прихожанки, чьё имя осталось неизвестным. Здесь же стоял серебряный ковчег с частью мощей святой великомученицы Варвары. Особо ценной святыней храма была часть животворящего Древа Креста Господня. Были также иконы с частицей мощей пророка Иоанна Предтечи, евангелиста Марка, царевича Димитрия, апостола Павла и других святых. Была также икона Христа Спасителя, высеченная на чёрном аспидном камне — шунгитном углероде.
С приходом советской власти все святыни были утрачены.
В 1920 году здание церкви было национализировано, однако богослужения продолжались. Некоторое время Знаменской церкви удавалось сотрудничать с новой администрацией.
В 1926 году и в 1927 году были возвращены иконы «Божией Матери», «Николая Чудотворца» и «Спасителя» из Сретенской церкви в Знаменскую. Но 26 марта 1935 года по постановлению Западно-Сибирского исполкома Знаменскую церковь закрыли. Причиной объявили «многочисленные требования рабочих расположенных вокруг неё предприятий и учреждений» и необходимость ремонта здания, на который у прихожан не было средств.
После закрытия Знаменскую церковь отдали базе Сплавфлота, в 1936 году — под склад зерна Поросинского спиртзавода, а церковное имущество передали в государственный фонд. В 1940 году здесь размещалось речное хозяйство, в 1960-е годы — кузница и кочегарка, в 1970-е годы — гараж, бойлерная, лодочная станция. После этого церковь использовалось как жилое здание.
Претерпело изменения и церковное здание. Центральный купол, колокольня и Всехсвятский придел были разрушены. К северному приделу примыкала сливная яма, стоки которой струились под церковью.

## Современность
Сильно разрушенное здание Знаменской церкви возвратили РПЦ в 1992 году. Силами общины Свято-Троицкого храма началось восстановление Знаменской церкви, и в 1994 году был заказан проект её воссоздания.
Первым был восстановлен и освящён придел во имя святителя Николая Чудотворца — 20 апреля 1996 года, южный придел во имя преподобного Серафима Саровского — в июле 2000 года. В 2004 году на колокольне Знаменской церкви установили колокола. А в 2005 году завершили восстановление центрального Знаменского придела
Три деревянных иконостаса, изготовленных из кедра, — работа мастеров Томского политехнического профессионального лицея № 20. Роспись центрального и Никольского иконостасов выполнили московские иконописцы Дмитрий и Галина Ларионовы, а роспись иконостаса Серафимовского придела — москвичка Татьяна Тякина.

## Святыни
Главной святыней храма является Абалакская икона Божией Матери «Знамение». Абалакская икона является самой почитаемой иконой Богородицы в Сибири. Она была написана в 1637 году при тобольском архиепископе Нектарии протодиаконом кафедрального собора Матфием. Современный список древнего образа создали московские иконописцы супруги Дмитрий и Галина Ларионовы.
Ещё одна святыня — икона святителя Николая Чудотворца, являющиеся самой старой иконой прихода, датируемой приблизительно XVIII веком. Её завещала передать в дар храму одна из прихожанок, которая уберегла икону, находившуюся в храме ещё до революции. Сейчас образ стоит в Никольском приделе.
В храме также находится множество мощей разных святых, переданные в дар храму.